# 徳川家康 (1965年の映画)
『徳川家康』（とくがわいえやす）は、1965年（昭和40年）1月3日に公開された日本の時代劇映画。山岡荘八の小説『徳川家康』の映画化作品。カラー（富士フイルム総天然色）、シネマスコープ（2.35:1）、143分。映倫番号：13731。製作：東映京都撮影所、配給：東映。監督・脚本：伊藤大輔。
同じく山岡の小説を原作としたNET（現・テレビ朝日）系列のテレビドラマ『徳川家康』（1964年）で徳川家康を演じた北大路欣也が主演（クレジット上は織田信長を演じた中村錦之助＝のちの萬屋錦之介がトップである）。北大路は、その後のキャリアにおいて幾度も家康を演じることとなった。
徳川家康の出生から桶狭間の戦いまでが描かれる。内田吐夢監督の『宮本武蔵』シリーズのように、全5部作とし、年1～2本の頻度で公開する予定だったが、当時は東映時代劇の退潮時期であり、本作以降の続編は製作されなかった。監督の伊藤大輔はこの年、東映を退社した。

## ストーリー
駿府を居城とし、駿、遠、参の三国を領する今川義元が強大な勢力を誇っていた。西には新鋭の織田信秀が東方に進出し、西三河は東西勢力の接触点となっていた。この地域を拠点としていた岡崎と刈谷は、両勢力いずれかにつかざるを得ず、刈谷の水野下野守信元は、刈谷の姫・於大（おだい）を和睦のしるしに三州岡崎の城主・松平広忠の許へやり、今川方の松平に属した。
天文11年、於大は男子を出生、松平竹千代と名づけた。寅の日、寅の刻という奇瑞に岡崎城下は沸いた。
3歳の春、於大の父は病死し、城主となった信元は今川の勢力を脱し織田方と盟を結んだ。於大は兄の一決で織田方阿久居の城主・久松俊勝のもとに嫁いだ。病弱な広忠は如何なる運命にも耐えて、竹千代を守れと於大を送る。今川義元は伯父・雪斎禅師の進言を容れ、岡崎を織田進撃を喰い止める要路とみて、竹千代を人質に迎える旨岡崎に伝えた。弱小国・岡崎のとる道は唯一つ、竹千代は七人の侍童に守られて駿府に向かった。だが途中、田原領主・戸田弾正の寝返りで、竹千代は一千貫で織田方に売られ、侍童たちは次々と割腹した。
信元は竹千代の命と引き換えに、織田方へ加担をすすめたが、広忠は武士の意地から拒否。これを聞いた於大は熱田に向かい、吉法師（後の織田信長）のおかげで竹千代の姿を垣間見る。竹千代は「母はおらん」というが、吉法師は於大の心に激しく心を揺さぶられ、竹千代が折った金色の折鶴を於大に渡す。
天文18年、広忠が病死し、弔いにかこつけて安祥城を奇襲した岡崎勢は城主信広と交換に、竹千代を3年ぶりに三河に迎えた。それもつかの間、竹千代は岡崎を去って駿府の人質となり、三河は今川に統轄された。
10年後、吉法師は信長と名を改め、勢力を拡げ、今川方を脅す。竹千代の動静を藤吉郎を派遣し、つぶさに於大に知らせるが、信長の真意は分からなかった。竹千代も元服して元信と名を改め、義元の姪・瀬野と婚儀を結ぶ。雪斎は「お主は岡崎の者か、今川の者か」と問いつめる。
永禄3年、義元は天下統一のため上洛を決める。信長は元信の動静に眼を離すなと藤吉郎に命ずる。松平の血を継ぐ元信は岡崎譜代の家臣と自分のために切腹した7人の侍童に報いるため、大高城にこもり、織田方との戦いを避ける。信長は大高城を迂回し、桶狭間の今川の本陣に入り、義元の首をはねる。報を聞いた元信は織田軍に乗り込むと義元の首を受けたいと告げる。恨みよりも恩を返そうとする元信の心に、信長は拒否するが、かねて約束の馬を与えるといい、馬と馬がぶらさげていた義元の首を手渡す。

## 出演
順序は本作冒頭のタイトルバックおよび国立映画アーカイブに、役名はキネマ旬報映画データベース（KINENOTE）に基づく。
- 織田信長：中村錦之助（萬屋錦之介）
- 松平三郎元信：北大路欣也

- 松平広忠：田村高廣
- 本多小夜（鍋之助の母）：桜町弘子
- 木下藤吉郎：山本圭

- 織田信秀：三島雅夫
- 関口刑部親永：松本克平
- 水野下野守信元：原田甲子郎
- 鳥居忠吉：内田朝雄
- 林通勝：香川良介
- 酒井雅楽助：清水元
- 水野忠政：加藤嘉

- 長坂血槍九郎：山本麟一
- 杉山元六（水野家家臣）：中村時之介
- 平手汎秀：小田部通麿
- 金田与三左衛門：尾形伸之介
- 戸田五郎政直（松平家家臣）：国一太郎
- 大久保新八郎：中村錦司
- 久松佐渡守俊勝：穂高稔
- 大久保新十郎：天津敏

- 服部小平太：脇中昭夫
- 毛利新助：河村満和
- 天野甚工（松平家家臣）：片岡半蔵
- 大久保甚四郎：岩尾正隆
- 織田信広：近江雄二郎
- 円：遠山金次郎
- 関根永二郎
- 銅六：大前均
- 植村新六郎：原田清人

- 濃姫：宮園純子
- 甲：東竜子
- 岡嶋艶子
- 岡村佐代子
- 大浦和子
- 入江幸江
- 志女：山乃美七子
- 松代章子
- 勝山まゆみ
- 遊喜：寺島昭代

- 相原昇
- 弁：五里兵太郎
- 佐久間大学：矢奈木邦二郎
- 飯尾近江：村居京之輔
- 善九：藤本秀夫
- 今川氏真：五十嵐義弘
- 白須：有川正治
- 山口左馬助：鈴木金哉
- 万蔵：蓑和田良太

- 神木真寿雄
- 山口九郎二郎：江木健二
- 利根川弘
- 十阿弥：土方哲也
- 住矢吉一
- 富家賢次
- 波多野博
- 唐沢民賢
- 坂東京三郎

- 松平竹千代（6歳 - 9歳）：青木勇嗣
- 本多鍋之助：竹内満
- 松平竹千代（3歳）：畠山淑子
- 他：東映児童劇団、アカデミー児童劇団
- クレジットなし[7]
  - 奥山伝心：佐藤慶
  - 阿部大蔵：加賀邦男
  - 石川安芸：明石潮
  - 松平与一郎：千葉重樹
  - 天野又五郎：西本雄司
  - 平岩七之助：安中滋
  - 石川与七郎：白井武雄
  - 阿部徳丸：保坂礼二
  - 平岩助右衛門：北邑栄二
  - 岩室長門：川浪公次郎
  - 奇妙丸：堀川まこと
  - 茶筅丸：井上ひろし
  - 一ノ姫：吉本晴美
  - 虎之助：菅野直行

- 語り手：滝沢修
- 今川義元：西村晃
- 雪斉禅師：千田是也
- 於大：有馬稲子

## スタッフ
監督を除く職掌および順序は本作冒頭のタイトルバックおよび国立映画アーカイブに基づく。
- 監督：伊藤大輔

- 製作：大川博
- 企画：岡田茂、小川三喜雄、天尾完次
- 原作：山岡荘八『徳川家康』（講談社刊）
- 脚本：伊藤大輔

- 撮影：吉田貞次
- 照明：中山治雄
- 録音：渡辺芳丈
- 美術：川島泰三
- 音楽：伊福部昭
- 編集：宮本信太郎

- 助監督：原田隆司
- 記録：石田照
- 装置：矢守好弘
- 装飾：中岡清
- 美粧：林政信
- 結髪：妹尾茂子
- 衣裳：三上剛
- 擬斗：足立伶二郎
- 進行主任：黒木正美

- 舞踊振付：花柳錦之輔
- 能楽指導：観世静夫
- 装飾考証：高津年晴
- 衣裳考証：甲斐荘楠音
- スチール：諸角義雄（クレジットなし[7]）

## 製作

### 企画
企画は東映京都撮影所（以下、東映京都）所長・岡田茂。当時の東映の時代劇はあまりお客は入らなかったが、大映の時代劇はお客を集め、テレビの『隠密剣士』や『三匹の侍』などは圧倒的人気で、特に『月光忍者部隊』や『風のフジ丸』などの忍者ものは漫画にまで普及して大きな人気を集め、1965年は時代劇のピークが来るのではと予想する映画関係者もいた。岡田は大映に対抗するには東映のオールスター映画を復活させて口火をつけようとテレビで放映中の『徳川家康』の映画化に踏み切った。『徳川家康』は数年来ブームを呼んでおり、吉川英治の『新平家物語』以上の読者を持ち、現代経営者から、学生、サラリーマンと、老若男女すべてに必見の書といわれていた。各映画会社とも映画化を企画していたが、山岡荘八が映画化をOKしなかった。山岡は「まだ小説が継続中に映画化されてはテーマを全く別の視覚からバラバラに切りさいなまれるようなもの」などという持論をもっていた。岡田は監督に伊藤大輔を起用し、脚本も執筆するという条件を提示し、山岡は「伊藤さんならば安心してお願い出来る」と東映時代劇への信用と合わせて映画化を了承した。
1964年2月1日、大川博東映社長が社の大巾な機構改革と、それに伴う人事異動を発表し、製作の中心が明確に現場に移され、東西撮影所所長の権限増が明確にされた。人事の目玉が東映東京撮影所（以下、東映東京）を現代劇で軌道に乗せた岡田取締役の東映京都所長復帰であった。これは東映の表看板である時代劇の復興を岡田に託すという大川の肝煎りプロジェクトだったため、岡田には直接の指揮権が移譲された。またこの人事で東映創立以来の満映閥、東急閥などが脇に回され、さらに1964年9月30日、東映が東急グループから離脱し、同日付けで東急から出向していた東急系の役員、五島昇非常勤取締役を始め、小滝顕忠、山崎季四郎、伊勢憲三郎の他、伊藤義、吉田信、薦野直実、東映フライヤーズ代表・石原春夫ら、重鎮幹部がごっそり辞職した。これにより大川の御意見番はいなくなり、岡田にとっては兄貴分の五島とは表立って付き合えなくなったが、上がかなり減って、思い切って腕を振れるようになった。

### キャスティング
北大路欣也は当時、東映の青春路線の担い手だったが、岡田は「北大路の個性を生かした作品をと狙い過ぎていたのかも知れない」との反省があり、随時、時代劇に起用する計画を立てた。また当初は三田佳子もキャスティングされていたが出演しなかった。三田は佐久間良子が『五番町夕霧楼』で一気に東映の看板女優になると同じ東映京都の廓もの『廓育ち』を演じて演技開眼と騒がれ、ライバル意識を明確にし、映画業界から「あれほどライバル意識を燃やしているライバルもない。リッパだ」と褒められた。当時の各社人気のバロメーターといわれた映画会社のカレンダーに、東映は1965年度版に女優では佐久間と三田だけ単独での起用を決めると先輩の佐久間がクレームを付け、佐久間が正月、三田を九月に変更し、佐久間が矛を収めた。三田の抬頭は佐久間を緊張させた。東映は三田の将来性を大いに買って、一気に売り出そうと『赤いダイヤ』『仇討』の後、オールスター正月大作に起用を予定していた。三田はこの頃から東映にとどまる限り、佐久間を越えるのは不可能と東映退社を考え始めたといわれる。

### 撮影記録
1964年11月10日クランクアップ。

## 評価と影響

### 東映時代劇の終焉
岡田茂は、早くから時代劇中心の東映京都を抜本的に改革しなければ東映の将来はないと考えていた。当時の東映京都は、第二東映の失敗で余剰人員が膨らんでいた。1964年1月に東映京都所長に復帰するや、赴任早々「時代劇は一切止める」と宣言し大騒動になった。時代劇を切り捨て、任侠映画主体に切り換えるには大変な出血を必要としたが 、岡田は断々乎とこれを実行した　。岡田は任侠路線を敷く布石を置きながら、時代劇の復活にも努力したが、作品の評価とは関係なく、興行的には凡打が続き、本作『徳川家康』も亦所期の数字にまで達するに至らず、時代劇の打ち切りを決断した。本作と『飢餓海峡』、1965年4月10日公開の『冷飯とおさんとちゃん』と、1965年度大作が相次いで不入りに終わり、岡田は時代劇からの撤退を宣言。1965年に予定されていた時代劇は大半を製作中止にし、この煽りで本作も1本で打ち切りとなった。東映の財産である時代劇はテレビに徐々に移して行き、テレビ時代劇を映画と並ぶ事業の柱とする素地を作り、映画ではテレビでは出来ない"不良性感度"を推進し、アンビヴァレンツな方向性を明確に打ち出していく。岡田が東映京都に復帰する前年1963年には、東映京都は全て時代劇を54本も製作したが、1964年は時代劇27本、1965年の時代劇製作は14本に減らし、1966年正月映画には東映創立以来初めて時代劇を外した。合理化の荒治療が一応の目途がついたのは1965年暮れで、正統的な時代劇製作は1966年からは目立って減り、1967年が3本、1968年は0になった。
岡田は振り返って「時代の流れの変化でダメになったものを如何に切り捨てるか、切り変えて時代の流れに即したものを生み出してゆけるか。東映が今日まで生きのびて来られたのは、時代劇がダメになって、誰もなかなか止め切れん時、僕が今までの功労者を全員切ったからです。凄い反撥抵抗があったが時代劇の製作を止めた。次の10年、全盛を誇った任侠映画、寿命盡きて止める時も同じシンドイ思いをしたんだが止めた」などと述べている。

## シーンの流用
本作の合戦シーンの一部は、ピー・プロダクション制作のTV時代劇『快傑ライオン丸』（フジテレビ）の第1話冒頭で使用されている。

## ネット配信
「東映オンデマンド」サービス開始を記念して、YouTubeの「東映時代劇YouTube」で、2023年1月6日16:00（JST）から同年同月13日（JST）まで無料配信が行われた。